# Военноморски сили
Военноморските сили (съкратено ВМС), също и като морски военни сили, са вид въоръжени сили за водене на бойни действия по вода и за отбрана на бреговата ивица.
ВМС на големите морски държави се състоят от обединения на морски сили – съединения, части и подразделения.
Организационно включват следните класове кораби:
- самолетоносачи
- ескадрени миноносци
- фрегати
- корвети
- торпедни катери
- десантни кораби
- подводници
- авиация на ВМС